# Kabomba
Kabomba (Cabomba caroliniana) är en kabombaväxtart som beskrevs av Asa Gray. Kabomba ingår i släktet kabombor, och familjen kabombaväxter. Arten förekommer tillfälligt i Sverige, men reproducerar sig inte.
Arten listas dock som invasiv inom EU (Naturvårdsverket 2016). Detta innebär att det blir förbjudet att byta, odla, föda upp, transportera, använda samt hålla kabomba efter den 3 augusti 2016, när förteckningen träder i kraft. Efter den 3 augusti 2017 blir det förbjudet att även sälja arter på listan.

## Underarter
Arten delas in i följande underarter:
- C. c. flavida
- C. c. pulcherrima

## Bildgalleri

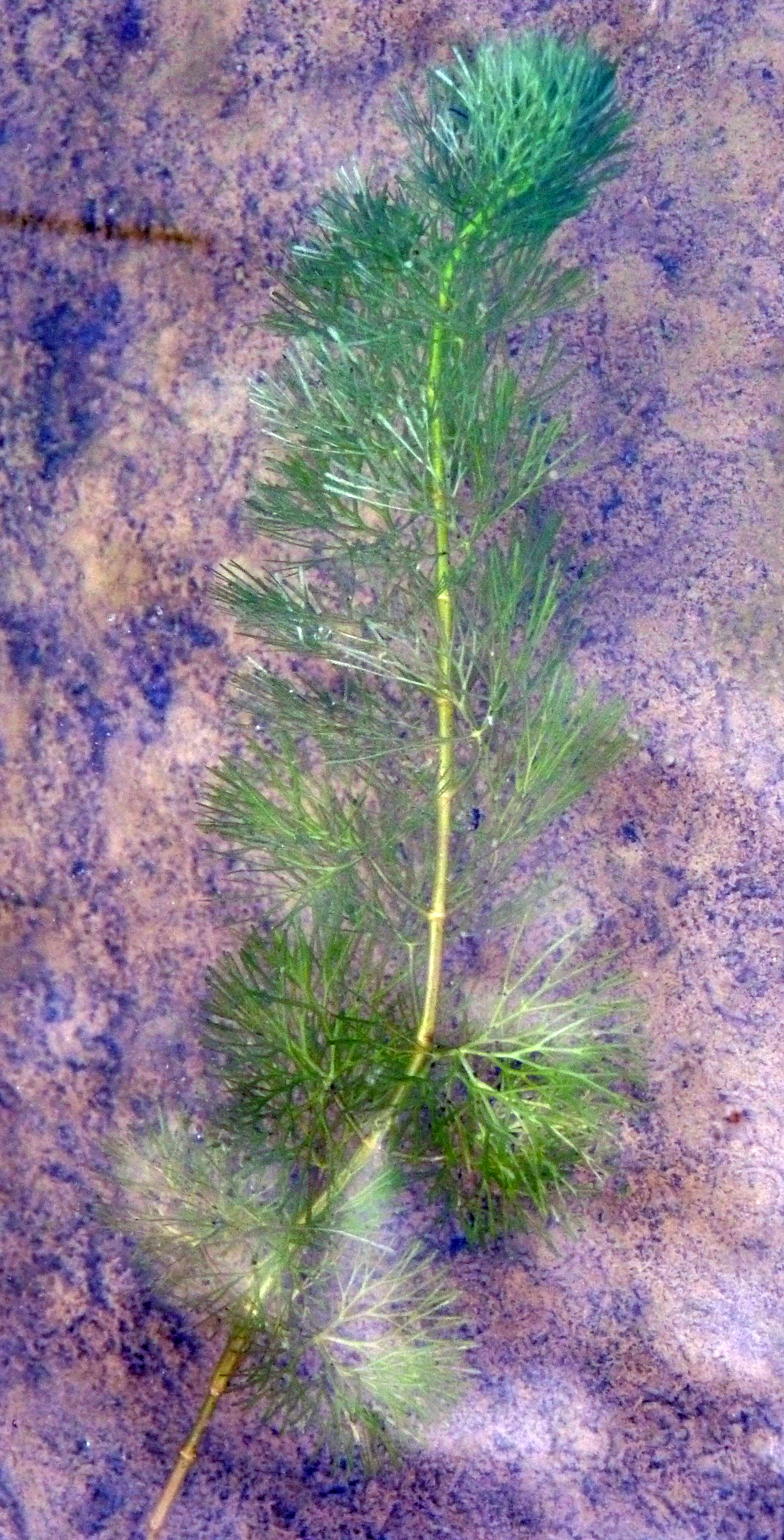